# Aimé Paris
Aimé Paris (Paris, 19 de junho de 1798 - Paris, 29 de novembro de 1866) foi um teórico musical e taquígrafo francês. No campo da teoria musical, Aimé é notório por conta do Método Galin-Paris-Chevé de notação musical. Já no campo da taquigrafia, ele foi a primeira pessoa a publicar uma versão do sistema mnemônico fonético em sua forma moderna.

## Biografia
Paris estudou matemática e direito e tornou-se advogado. Suas técnicas de memória eram bem conhecidas; ao ponto de ele ser conhecido como o "professeur de mnémonique" no Athenée em Paris.

### Estenografia
Em 1815, ele aprendeu o sistema de Samuel Taylor (1772-1834) adaptado por Théodore-Pierre Bertin para o francês. Em 1820, depois de inventar seu próprio método de estenografia, abandonou a carreira de advogado e viajou pela França, Holanda, Bélgica, e Suíça, dando conferências e ensinando seu sistema. Publicou os livros History of Stenography e Inventions of Aimé Paris. Seus trabalhos estenográficos foram seguidos e completados por Louis Prosper Guénin.

#### Sistema Mnemônico
Graças ao seu sistema mnemônico, Aimé Paris permite o processamento simultâneo de letras para números e vice-versa para gerar regras mnemônicas e outros elementos que podem melhorar a memória e o aprendizado.
Seu modelo é o seguinte:
| Caracteres Numéricos | Letras  |
| -------------------- | ------- |
| 0                    | c, s, z |
| 1                    | d, t    |
| 2                    | n       |
| 3                    | m       |
| 4                    | r       |
| 5                    | l       |
| 6                    | g, j    |
| 7                    | c, k    |
| 8                    | f, v    |
| 9                    | b, p    |

A forma como os caracteres numéricos se associam à fonética das letras é pela semelhança que, na escrita, são os números associados às letras. As vogais são excluídas.
Assim, por exemplo, a palavra “Valise” seria 850 e o número 302 passaria a ser “MéCèNe”.

### Método Galin-Paris-Chevé de notação musical
Depois que Pierre Galin morreu em 1822 sem publicar uma explicação completa de suas ideias, vários professores davam aulas alegando seguir seus métodos. Paris decidiu dedicar-se a divulgar o que sabia dos métodos de Galin, com algumas pequenas modificações. Publicou inúmeros panfletos sobre a técnica e percorreu várias escolas, oferecendo desafios aos professores de música. De acordo com Fétis, seus desafios foram pensados para que ele pudesse ser denunciado em panfleto ou discurso independentemente de serem aceitos ou não.
Sua irmã, Nanine, casou-se com Émile-Joseph-Maurice Chevé, que se tornou um defensor do sistema desenvolvido por Pierre Galin. Eles, então, publicaram o sistema, que ficou conhecido como Método Galin-Paris-Chevé de notação musical.